# Koningsdam (круизный лайнер)
Koningsdam — двенадцатипалубное круизное судно американско-голландского оператора Holland America Line. Названо в честь короля Нидерландов — Виллема-Александра. Название происходит от koning, что в переводе с голландского означает «король», и окончание dam — «плотина», которое используется в названии ряда судов данной компании. Спуск на воду состоялся в феврале 2016 года.

## История
Круизное судно было выполнено по проекту Pinnacle на итальянской судоверфи Fincantieri в Монфальконе. Дизайнерами интерьеров судна выступили Бьерн Сторбраатен и Адам Ди Тихани.
Церемония крещения судна прошла 20 мая в Роттердаме, где крёстной матерью выступила королева Нидерландов Максима. Необычность мероприятия заключалась в том, что процесс крещения проходил на борту судна, а не с причала. После этого лайнер отправился в порт базирования — Амстердам. С октября 2016 года «Koningsdam» перебазируется в Майями, откуда будут осуществляться круизы по Карибскому бассейну. На данный момент судно осуществляет круизы вокруг севера Европы. Дальнейшие маршруты включают Южную Европу, Средиземноморье, Карибский бассейн, кругосветное путешествие, трансатлантические круизы.

## Галерея

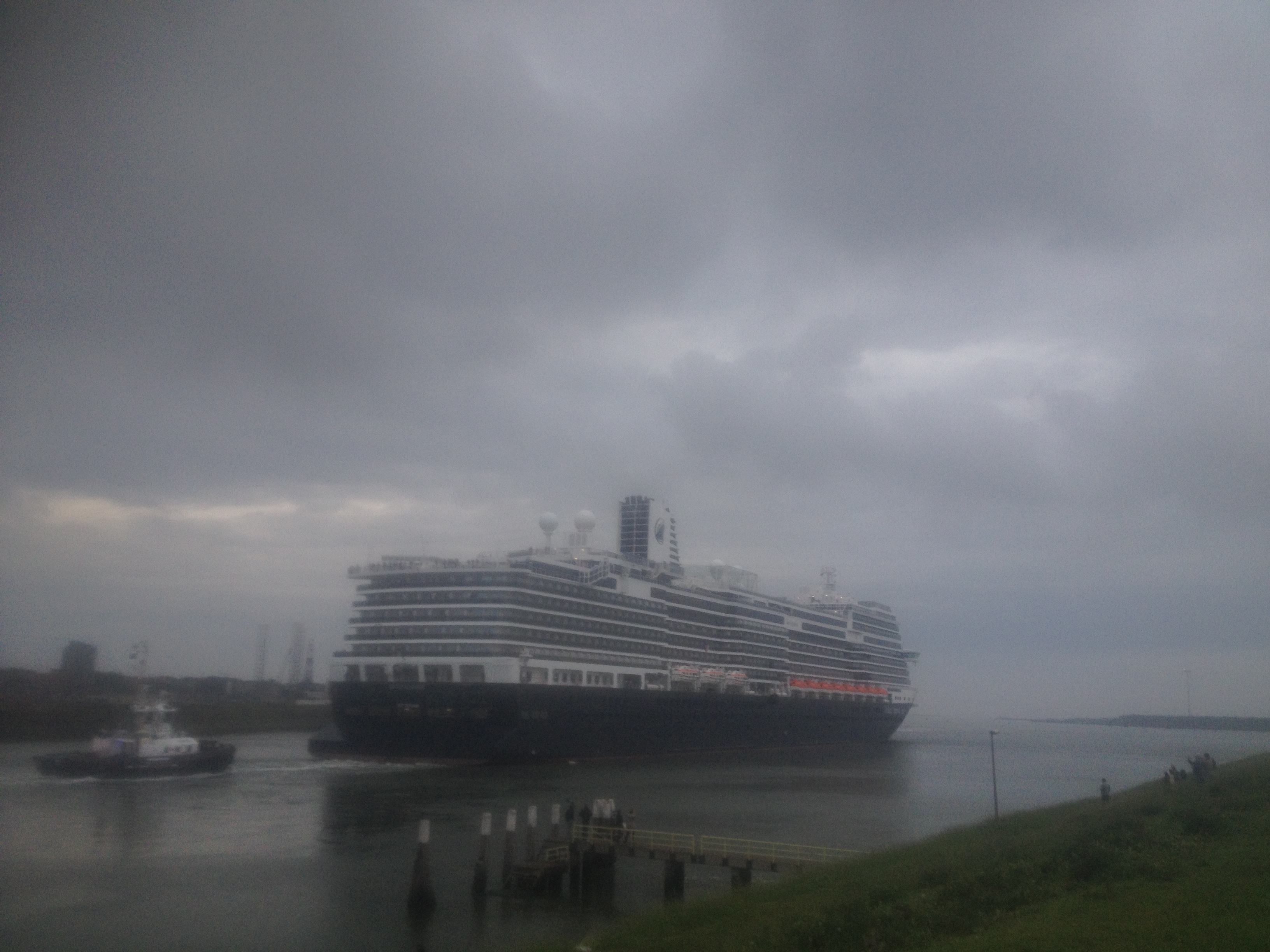
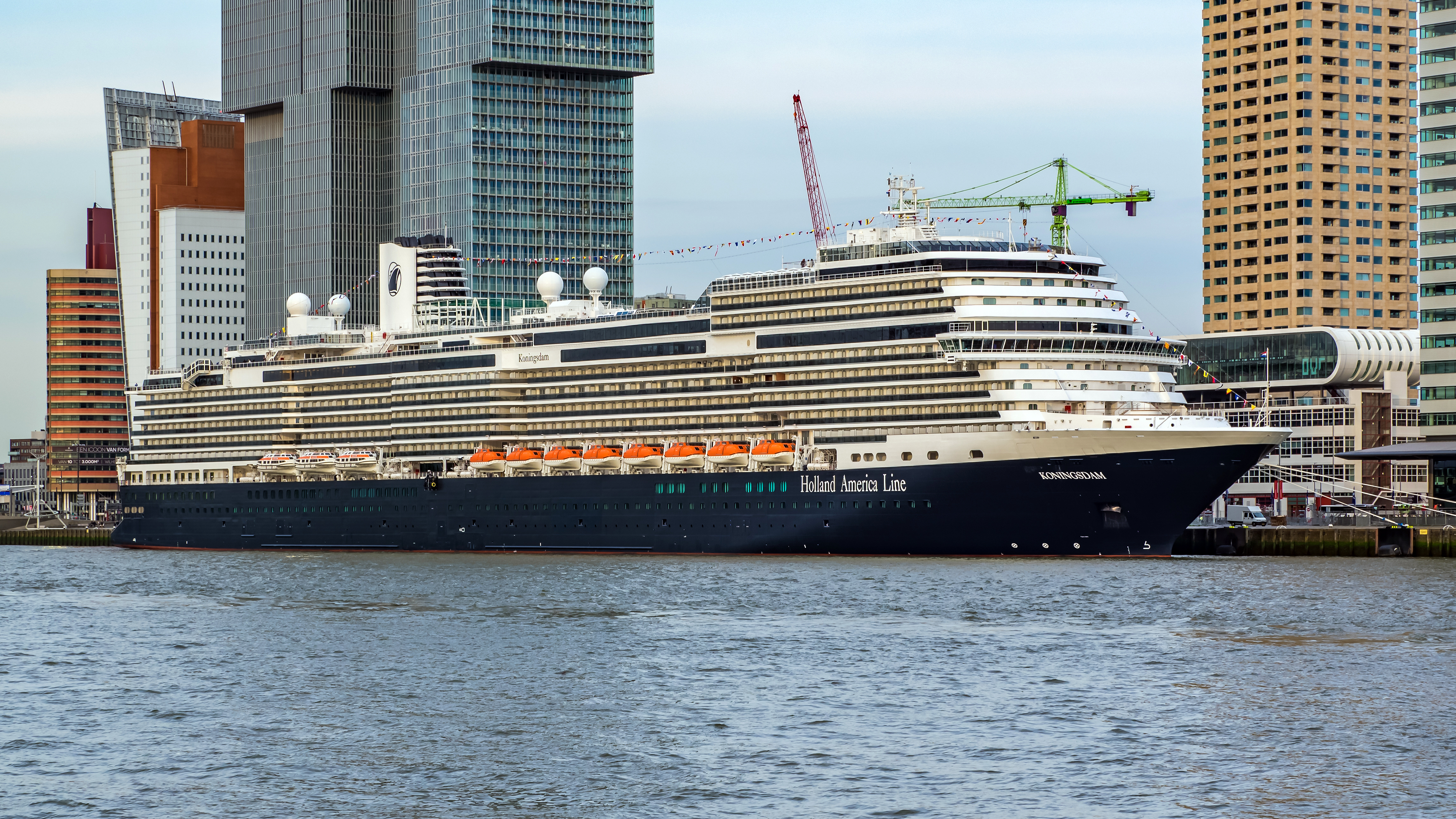
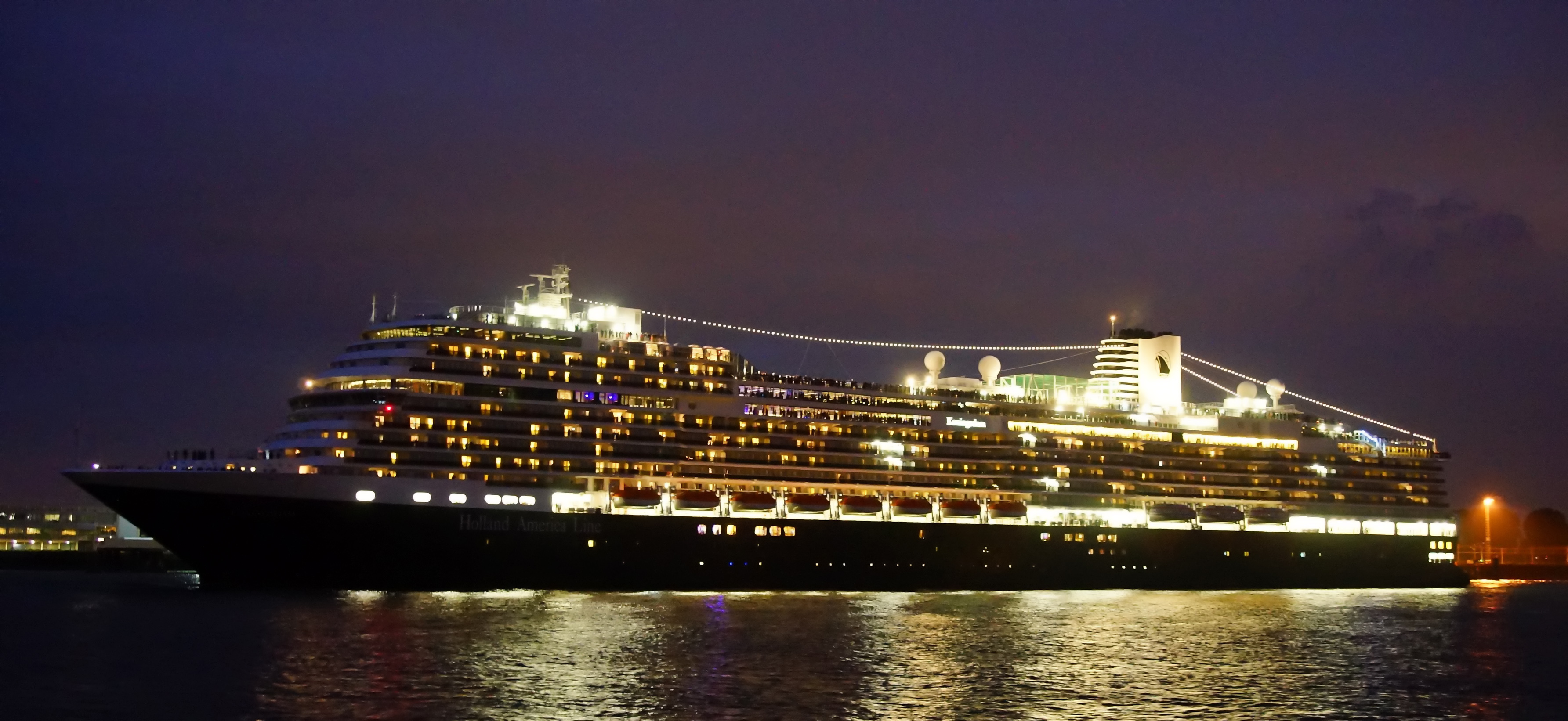
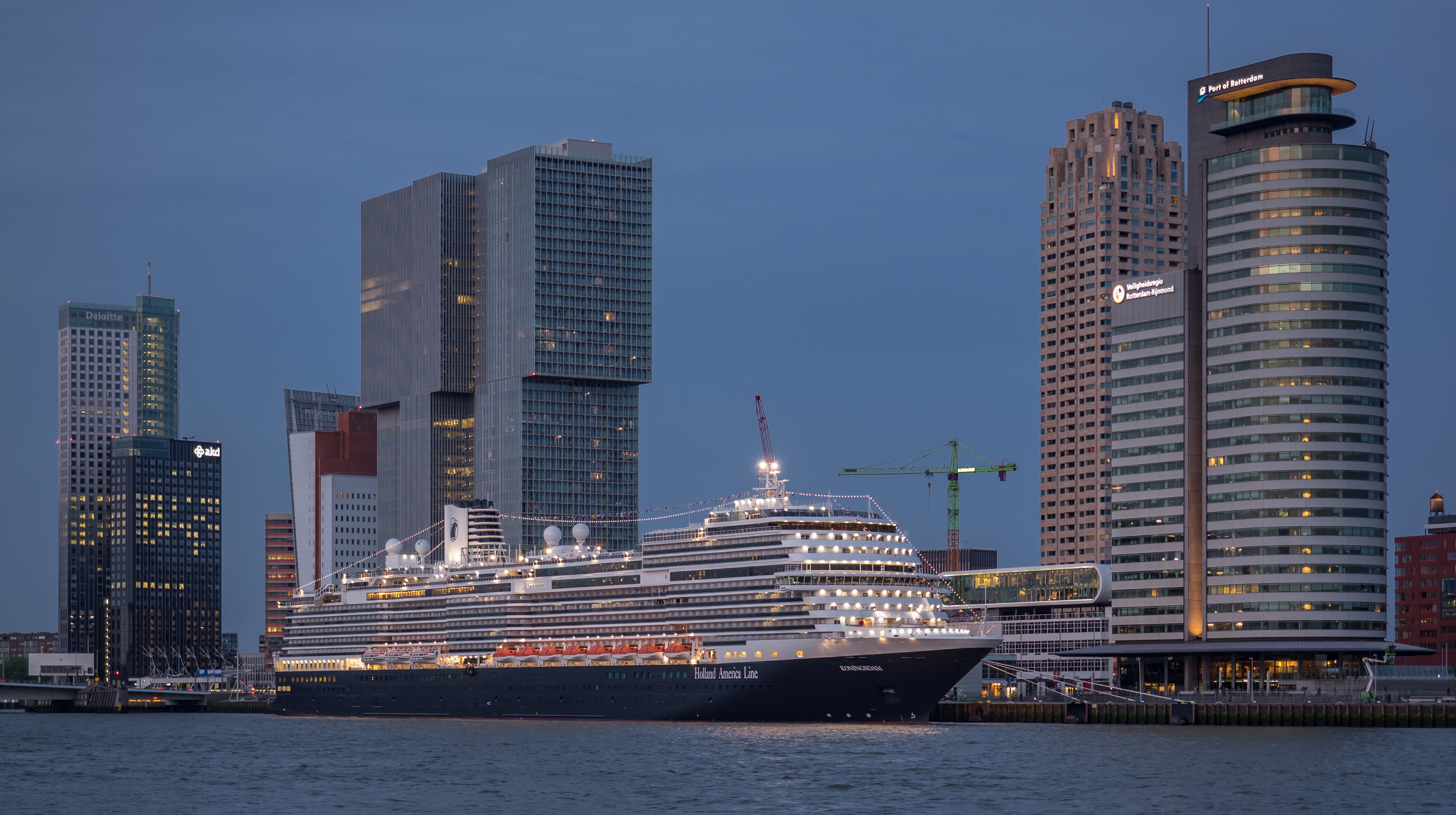
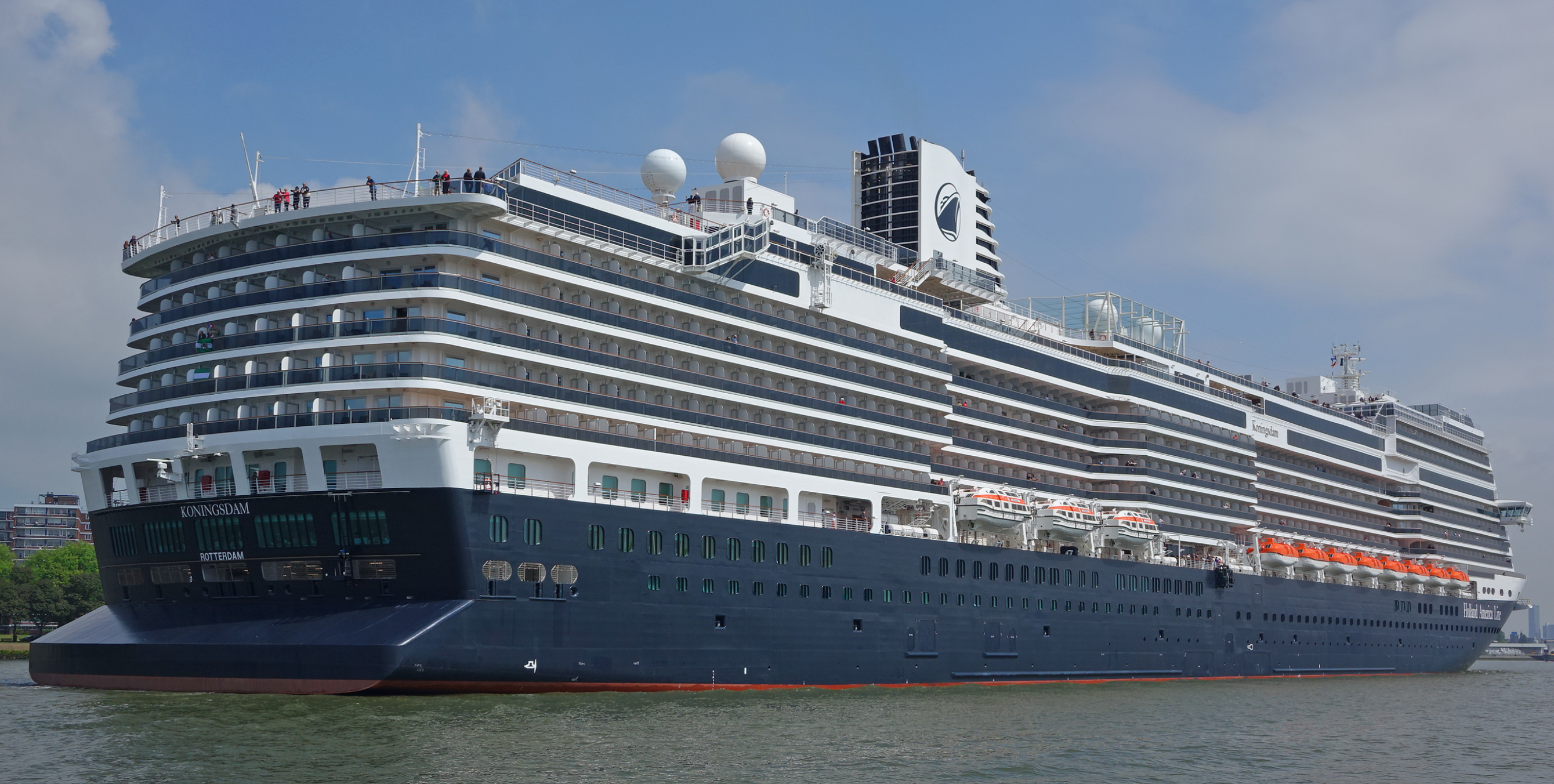